# Serekunda (Ortsteil)
Serekunda ist ein Ortsteil der Gemeinde Kanifing (englisch Kanifing Municipal) im westafrikanischen Staat Gambia.
Der Ortsteil liegt im Zentrum der Gemeinde und gehört zum gleichnamigen Ort Serekunda. Bei der Volkszählung von 1993 wurde Serekunda als eigener Ort mit 18901 Einwohnern gelistet.

## Geographie
Der Ortsteil New Jeshwang liegt benachbart im Nordosten, die Grenze ist definiert durch den Kombo Sillah Drive. Im Südosten liegt Eboe Town, dieser Ortsteil liegt auch jenseits des Kombo Sillah Drive. Bundung Six Junction liegt im Süden des Ortsteils Serekunda und im Südwesten der Ortsteil Bundung Borehole. Im Westen liegt der Ortsteil Bakoteh, ein kleines Stück grenzt Serekunda im Nordwesten an Manjai Kunda. Dippa Kunda liegt nördlich von Serekunda, der Sayerr Jobe Avenue grenzt die Ortsteile ab. Ein kleines Stück grenzt Latri Kunda im Norden an der Westfield Junction an Serekunda.